# Ивановка (Кривоозёрский район)
Ивановка (укр. Іванівка) — посёлок в Кривоозёрском районе Николаевской области Украины.
Население по переписи 2001 года составляло 24 человека. Почтовый индекс — 55131. Телефонный код — 5133. Занимает площадь 0,232 км².

## Местный совет
55130, Николаевская обл., Кривоозерский р-н, с. Великая Мечетня, ул. Голембиевского, 69